# Rudmanns
Rudmanns ist eine Ortschaft und Katastralgemeinde der niederösterreichischen Bezirkshauptstadt Zwettl, 4 km südöstlich von dieser im Zentrum des Waldviertels gelegen. Unweit des Ortes befinden sich unter anderem der Stausee Ottenstein und die Trabrennbahn Edelhof. Die Ortschaft hat 524 Einwohner (Stand 1. Jänner 2024). Bis Ende 1967 war Rudmanns eine eigenständige Gemeinde.

## Geschichte
Der Ort Rudmanns wurde im Jahre 1139 erstmals urkundlich als Besitz des Stiftes Zwettl erwähnt. Im Jahr 1280 gab es 35 Hofstätten und eine öffentliche Badeanlage. Die Rudmannser Bauern waren die einzigen im Herrschaftsgebiet des Klosters, die dem Stift keine Steuern zahlen mussten und genossen eine vergleichsweise freie Stellung.
Mit 1. Jänner 1968 wurden im Zuge der Niederösterreichischen Kommunalstrukturverbesserung die bis dahin selbständigen Gemeinden Gerotten, Rudmanns und Zwettl Stift zu Stift Zwettl fusioniert.
Heute ist Rudmanns der südliche Vorort der Braustadt Zwettl. Nur einige wenige große Landwirtschaften bestehen noch. Der Ort ist zu einem beliebten Siedlungsgebiet geworden, unter anderem, weil er einen dörflichen Charakter bewahren konnte, aber unweit der Stadt liegt und verkehrstechnisch gut erschlossen ist.

## Ortskapelle

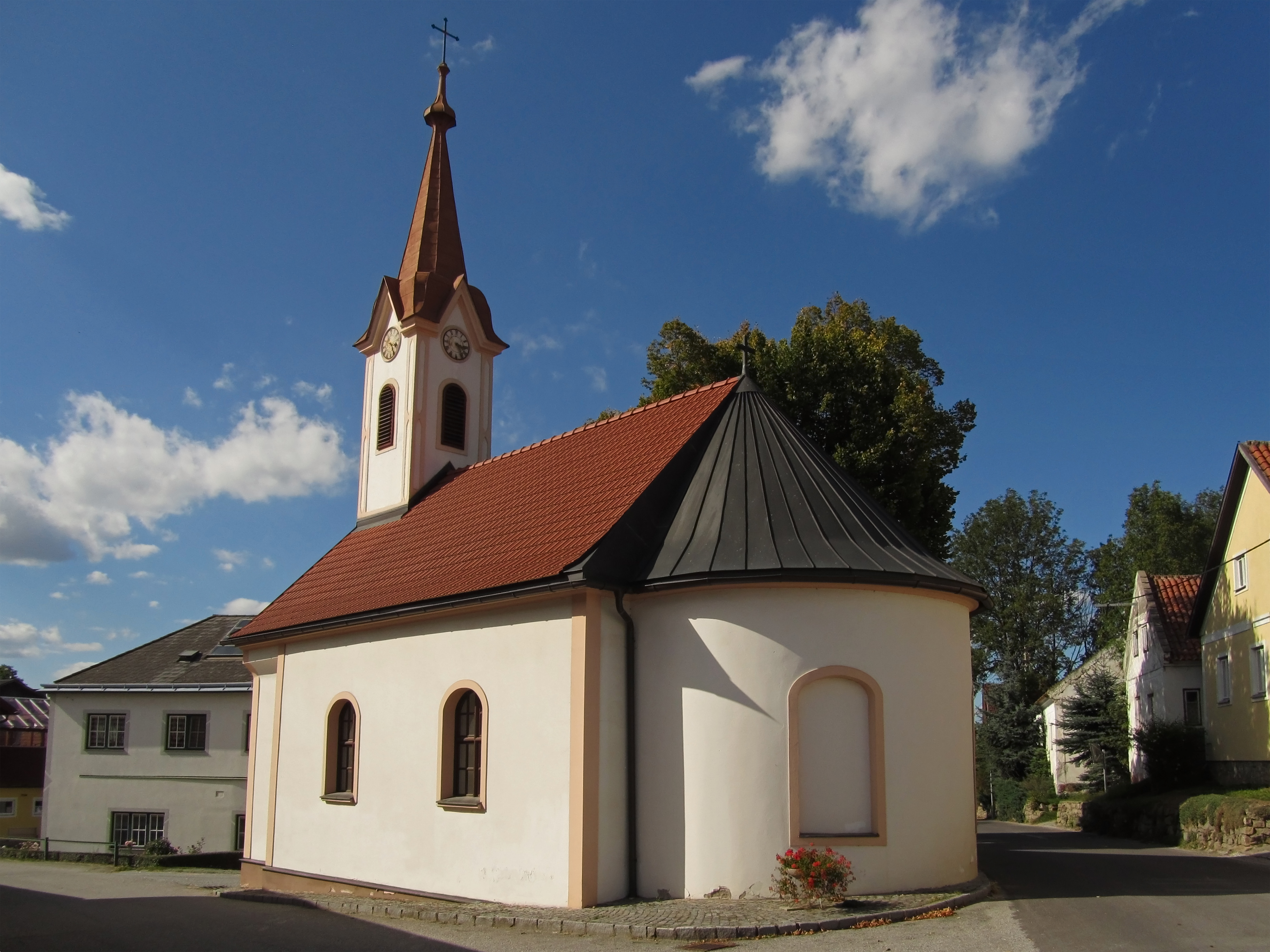
Ortskapelle Heiliger Leonhard

Die denkmalgeschützte Ortskapelle Heiliger Leonhard (Listeneintrag) am Anger von Rudmanns ist ein schlichter Bau von 1725 mit eingezogener Rundapsis und einem Dachreiter aus der Zeit um 1900 mit Giebelspitzhelm. Die Fassade ist durch Putzbänder gegliedert. Über dem Rundbogenportal ist eine Figurennische zu sehen. Das Innere hat ein Tonnengewölbe mit Stichkappen. An der Apsiswand befindet sich hinter dem Volksaltar ein Hochrelief mit einer Gnadenstuhl-Darstellung vom Ende des 17. Jahrhunderts und darüber eine Rosenkranzmadonna aus der ersten Hälfte des 18. Jahrhunderts. Die Seitenwände sind mit bemerkenswerten Flachreliefs der vierzehn Nothelfer versehen, die um 1530 datiert sind und der Donauschule zuzuordnen sind. An der Nordwand sind die Heiligen Blasius, Achatius, Veit, Pantaleon, Barbara, Katharina und Georg abgebildet; an der Südwand Maria mit Kind, Margarete, Christophorus, Dionysius, Erasmus und Cyriacus. Die Reliefs befanden sich ursprünglich in der Pfarrkirche Zwettl.

## Sport
Die Sportunion SU Rudmanns/Stift Zwettl besteht aus den drei Sektionen Fußball, Tennis und Surfen.
- 1988: Gründung des Fußballvereins,
- seit 1989/90: Teilnahme am Spielbetrieb der Hobbyliga Zwettl,
- 1991: Eröffnung des Fußballplatzes in Stift Zwettl. Zuvor wurde in Edelhof gespielt. Gründung der Sportunion Rudmanns/Stift Zwettl mit den Sektionen Fußball und Tennis,
- 1993: erstmalige Austragung des Pfingstturniers in Rudmanns. Turniersieg in Serfaus,
- 1995: Bau der Vereinshütte,
- 1997: Errichtung einer Flutlichtanlage und einer Bewässerungsanlage,

- Saison 2002/03: 1. Meisterschaftsgewinn.

## Persönlichkeiten
- Clemens Moser (1806–1875), Benediktiner und Politiker, Abt des Stiftes Melk, Abgeordneter des niederösterreichischen Landtags, wurde in Rudmanns geboren.